# Andreas Michelsen

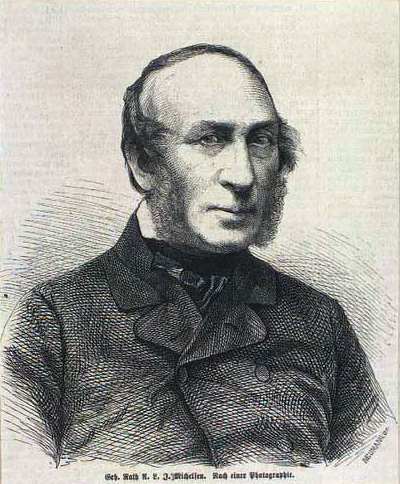
Andreas Ludwig Jacob Michelsen.

Andreas Ludwig Jacob Michelsen, född 31 maj 1801 i Sottrup i Slesvig, död 11 februari 1881, var en tysk jurist, historiker och politiker. 
Michelsen utgav efter omfattande studier vid in- och utländska universitet, inte minst i Köpenhamn, 1828 Geschichte Nordfrieslands im Mittelalter och kallades med anledning därav 1829 till Friedrich Christoph Dahlmanns efterträdare som professor i historia vid Kiels universitet. Michelsen började dock snart driva politisk propaganda i samma riktning som Uwe Jens Lornsen, varför han fann det lämpligt att 1842 överflytta till Jena som professor i stats- och folkrätt. 
Efter slesvig-holsteinska resningens utbrott 1848 ställde sig Michelsen till den provisoriska upprorsregeringens förfogande, valdes till medlem av Frankfurtparlamentet för Nordslesvig och Femern och anslöt sig till Maximilian von Gagerns parti. Åren 1862–64 var han föreståndare för "Germanisches Museum" i Nürnberg och bosatte sig sedermera i Schleswig-Holstein. 
Michelsen, som varit de augustenburgska hertigarnas statsrättslige sakförare under polemiken om arvsföljden i hertigdömena, blev djupt besviken, då Preussens politik, efter hertigdömenas lösryckande från danska riket, gjorde processen kort med de augustenburgska anspråken, och det uppfattades såsom ett tecken härtill och till Michelsens återvaknande nordiska känslor, då han några år efter 1864 skänkte sin stora juridiska boksamling till Kungliga biblioteket i Stockholm. 
Bland Michelsens utgivna arbeten kan ytterligare nämnas "Urkundenbuch zur Geschichte des Landes Dithmarschen" (1834), "Sammlung altdithmarsischer Rechtsquellen" (1842) och "Rechtsdenkmale aus Thüringen" (fem häften, 1852–62).